# Hydroeciodes pexa
Hydroeciodes pexa là một loài bướm đêm trong họ Noctuidae.